# 梅切特利諾區

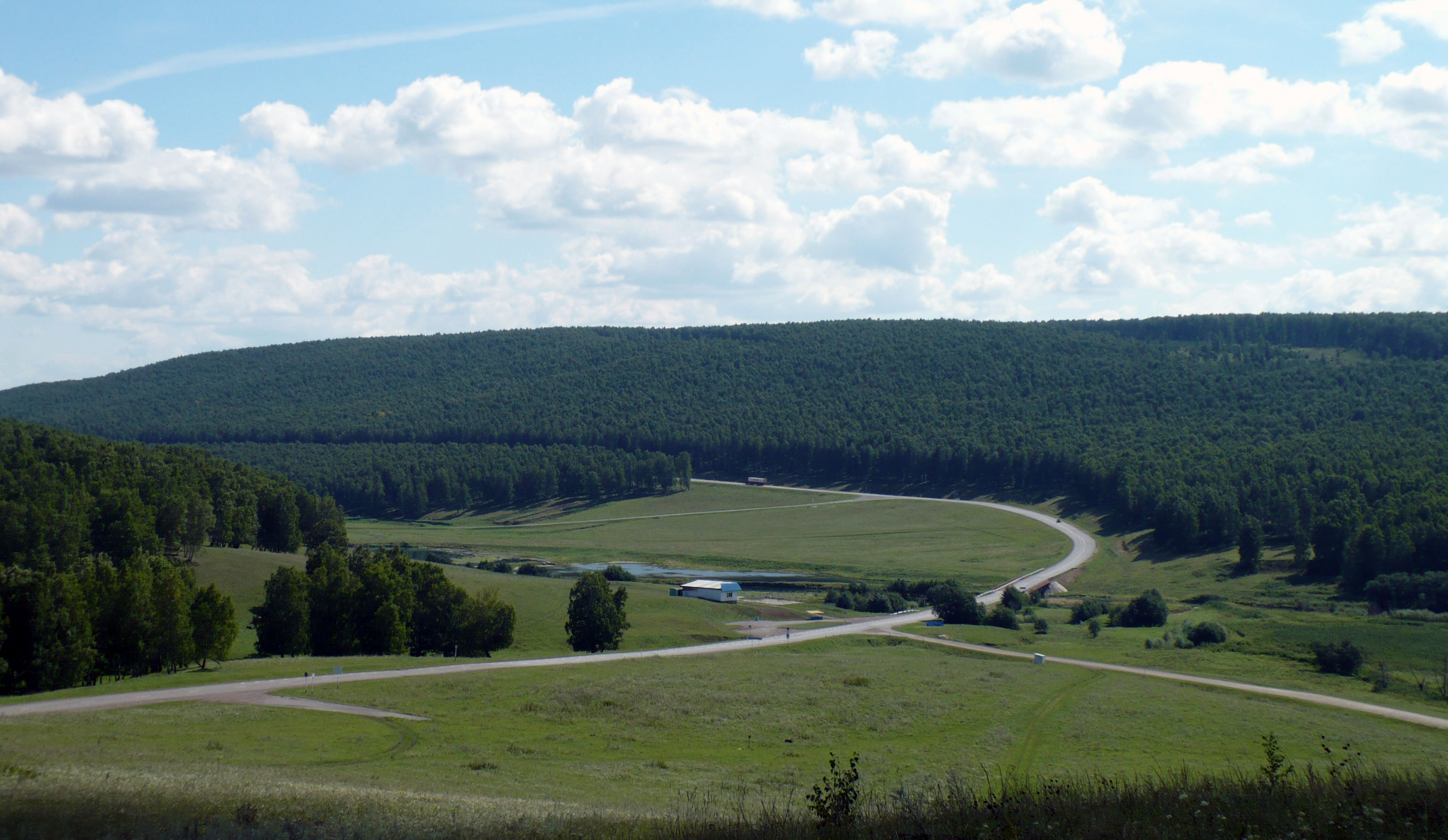

55°57′N 58°16′E / 55.950°N 58.267°E
梅切特利諾區（俄语：Мечетлинский район），是俄羅斯的一個區，位於該國西南部，由巴什科爾托斯坦共和國負責管轄，始建於1930年8月20日，面積1,557平方公里，2010年人口25,032，人口密度每平方公里16.08人。